# Dendrosida
Dendrosida es un género con siete especies  perteneciente a la familia  Malvaceae. Es originario de Centroamérica. 
Fue descrito por Paul Arnold Fryxell  y publicado en Brittonia  23(3): 231-233, en el año 1971. La especie tipo es Dendrosida batesii Fryxell.

## Especies
| - Dendrosida batesii Fryxell - Dendrosida breedlovei Fryxell - Dendrosida cuatrecasasii J.Fuertes - Dendrosida oxypetala (Triana & Planch.) Fryxell - Dendrosida parviflora Fryxell - Dendrosida sharpiana (Miranda) Fryxell - Dendrosida wingfieldii Fryxell |